# آدریان اوریبه
آدریان اوریبه (به انگلیسی: Adrián Uribe) (زاده ۳۰ ژانویه ۱۹۷۲) بازیگر مکزیکی است.
از فیلم‌هایی که وی در آن نقش داشته است می‌توان به در دریا اشاره کرد.